# Цивили
Према Међународном хуманитарном праву, цивили су особе које нису припадници оружаних снага. Цивили нису комбатанти уколико (не)отворено користе оружје притом поштујући Ратне законе.
Потребно је разликовати цивиле од некомбатаната пошто они не спадају у цивиле (нпр. војни капелани, војни доктори, војна лица у неуталним државама и сл). Права цивила у оружаним сукобима прописују уобичајени закони ратовања и међународни уговори, као што је Четврта женевска конвенција. Права који цивили уживају према међународном праву зависе од тога да ли је конфликт унутрашње (грађански рат) или међународне природе. 
Цивилно становништво такође може обухватати људе који нису чланови полицијских или ватрогасних служби.